# Fórmula Regional

Logo de la Fórmula Regional.

La Fórmula Regional (abreviada FR) es un tipo de monoplaza aprobado por la Federación Internacional del Automóvil (FIA) para los campeonatos regionales de Fórmula 3, el cual fue aprobado en diciembre de 2017.
Las primeras series con dichas regulaciones fueron lanzadas en Asia y Estados Unidos en 2018, seguida por Europa y Japón en 2019 y 2020 respectivamente. El 13 de diciembre de 2022, la Toyota Racing Series pasó a llamarse Campeonato de Fórmula Regional de Oceanía. Este escalón de la FIA Global Pathway sirve para cerrar la brecha de rendimiento entre la Fórmula 4 (160 CV) y el Campeonato de Fórmula 3 de la FIA (380 CV), que está propulsado por motores de 270 CV.

## Series
| Nombre                                          | Zona                          | Años de actividad             | Chasis                                                      | Motor                                                              |
| Series homologadas por la FIA                   | Series homologadas por la FIA | Series homologadas por la FIA | Series homologadas por la FIA                               | Series homologadas por la FIA                                      |
| ----------------------------------------------- | ----------------------------- | ----------------------------- | ----------------------------------------------------------- | ------------------------------------------------------------------ |
| Campeonato de Fórmula Regional Asiática         | Asia                          | 2018-2022                     | Tatuus F.3 T-318                                            | Alfa Romeo 1.8 L                                                   |
| Campeonato de Fórmula Regional de las Américas  | América del Norte             | 2018-                         | Ligier JS F3                                                | Honda 2.0 L                                                        |
| Eurocopa de Fórmula Renault                     | Europa                        | 2019-2020                     | Tatuus FR-19                                                | Renault Sport 1.8 L                                                |
| Campeonato de Fórmula Regional Europea          | Europa                        | 2019-                         | Tatuus F.3 T-318 (2019–2020) Tatuus FR-19 (2021-actualidad) | Alfa Romeo 1.8 L (2019–2020) Renault Sport 1.8 L (2021–actualidad) |
| Campeonato de Fórmula Regional Japonesa         | Japón                         | 2020-                         | Dome F111/3                                                 | Alfa Romeo 1.8 L                                                   |
| Campeonato de Fórmula Regional de Medio Oriente | Oriente Medio                 | 2023-                         | Tatuus F.3 T-318                                            | Alfa Romeo 1.8 L                                                   |
| Campeonato de Fórmula Regional de Oceanía       | Oceanía                       | 2023-                         | Tatuus FT-60                                                | Toyota 2.0 L                                                       |
| Campeonato de Fórmula Regional India            | India                         | 2023-                         | Tatuus F.3 T-318                                            | Alfa Romeo 1.8 L                                                   |
| Series no homologadas por la FIA                |                               |                               |                                                             |                                                                    |
| W Series                                        | Internacional                 | 2019, 2021-2022               | Tatuus F.3 T-318 Tatuus FT-60 (por 2 rondas en 2022)        | Alfa Romeo 1.8 L Toyota 2.0 L (por 2 rondas en 2022)               |
| Ultimate Cup Series                             | Francia                       | 2020-                         | Tatuus FR-19                                                | Renault Sport 1.8 L                                                |
| Eurocup-3                                       | Europa                        | 2023-                         | Tatuus F.3 T-318                                            | Alfa Romeo 1.8 L                                                   |